# Clion (Charente Marittima)
Clion è un comune francese di 794 abitanti situato nel dipartimento della Charente Marittima nella regione della Nuova Aquitania.

## Società

### Evoluzione demografica
Abitanti censiti